# Giovanni da Udine

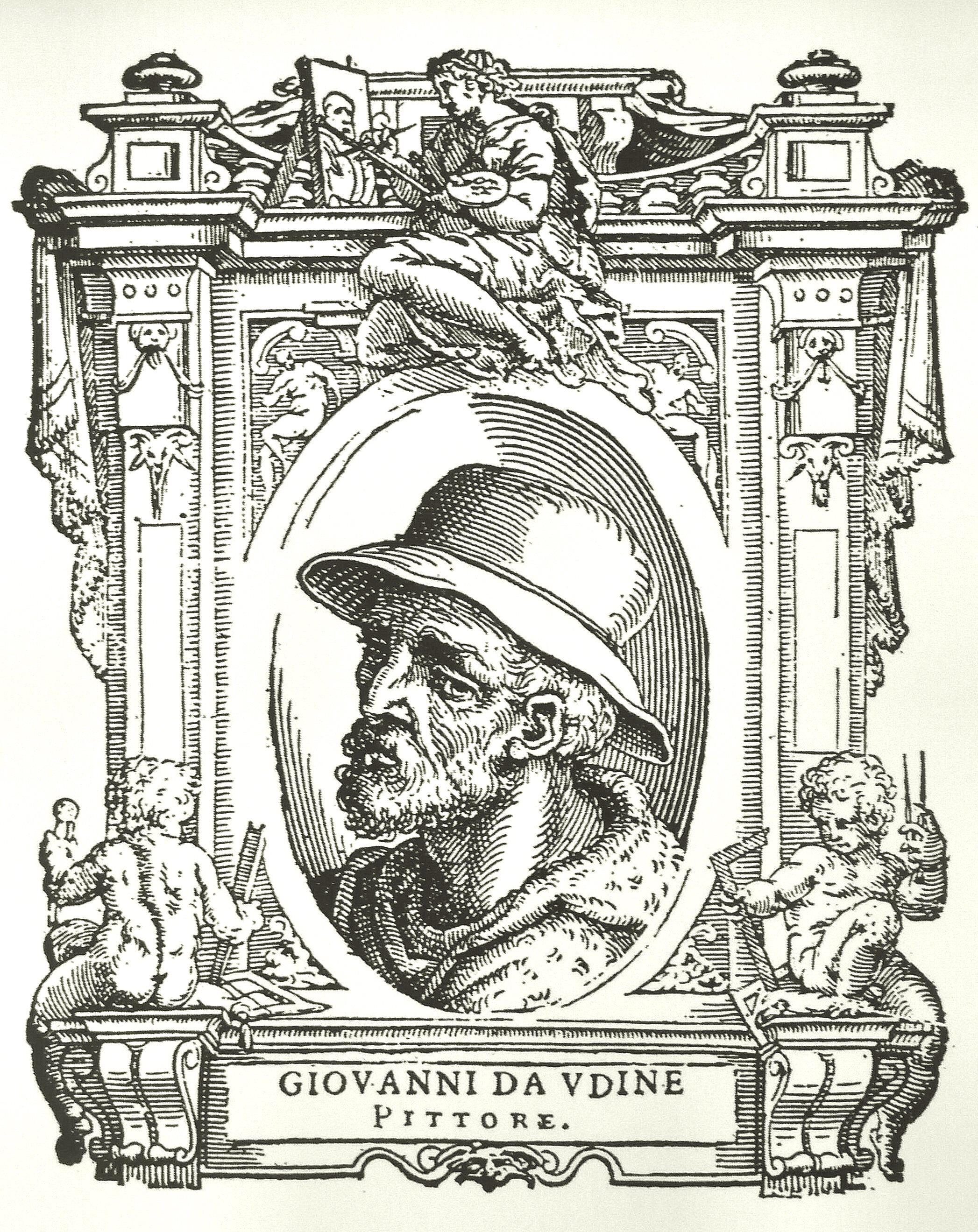
Giovanni da Udine según las Vite de Vasari.

Giovanni Nanni, o Giovanni de' Ricamatori, más conocido como Giovanni da Udine (Údine, 27 de octubre de 1487-Roma, 1564), fue un pintor, arquitecto y anticuario italiano.

## Biografía

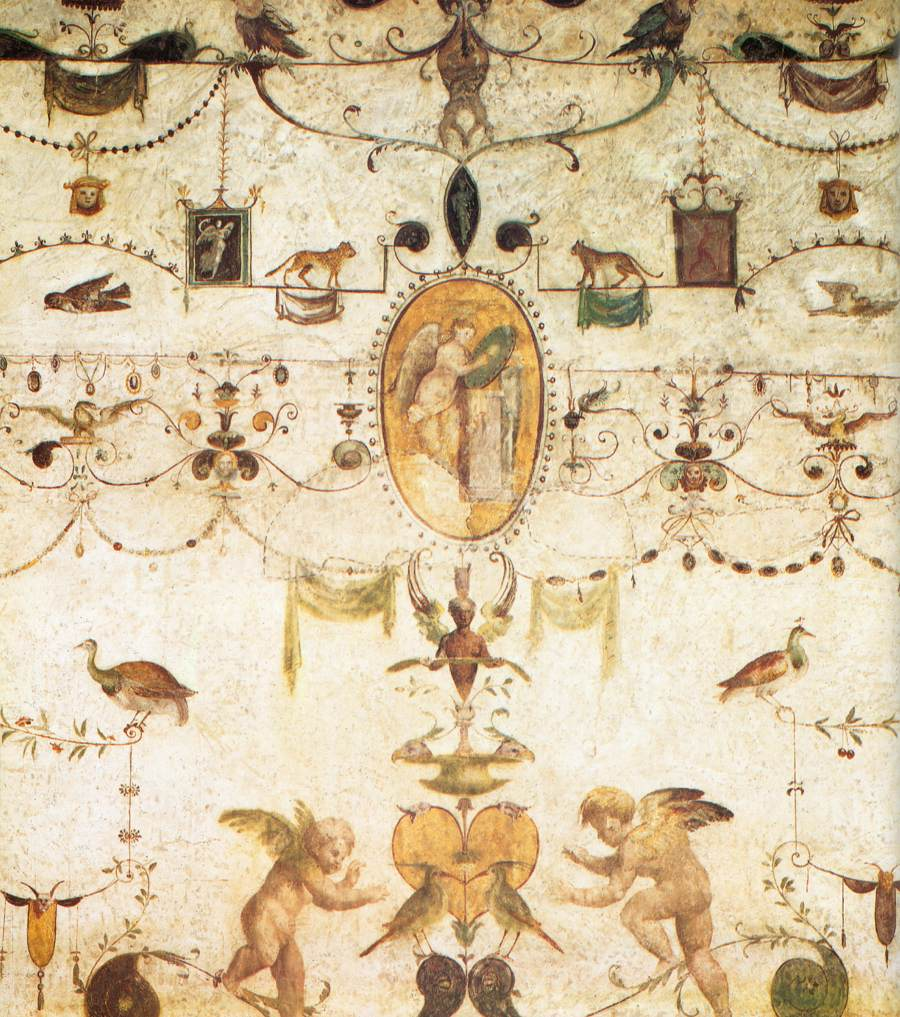
Detalle de los grutescos de la Loggeta del cardenal Bibbiena en el Palacio Apostólico Vaticano.

Estudiante y asistente de Rafael, fue responsable de la mayor parte de los elementos «decorativos» de los proyectos rafaelescos más importantes de Roma, y también especialista en decoraciones en fresco, como el estuco de la Loggia di Raffaello (Palacio Apostólico, Roma, 1517-1519) y la Loggia di Psiche de la Villa Farnesina. También asistió en la construcción de algunas fuentes monumentales, que no se conservan.

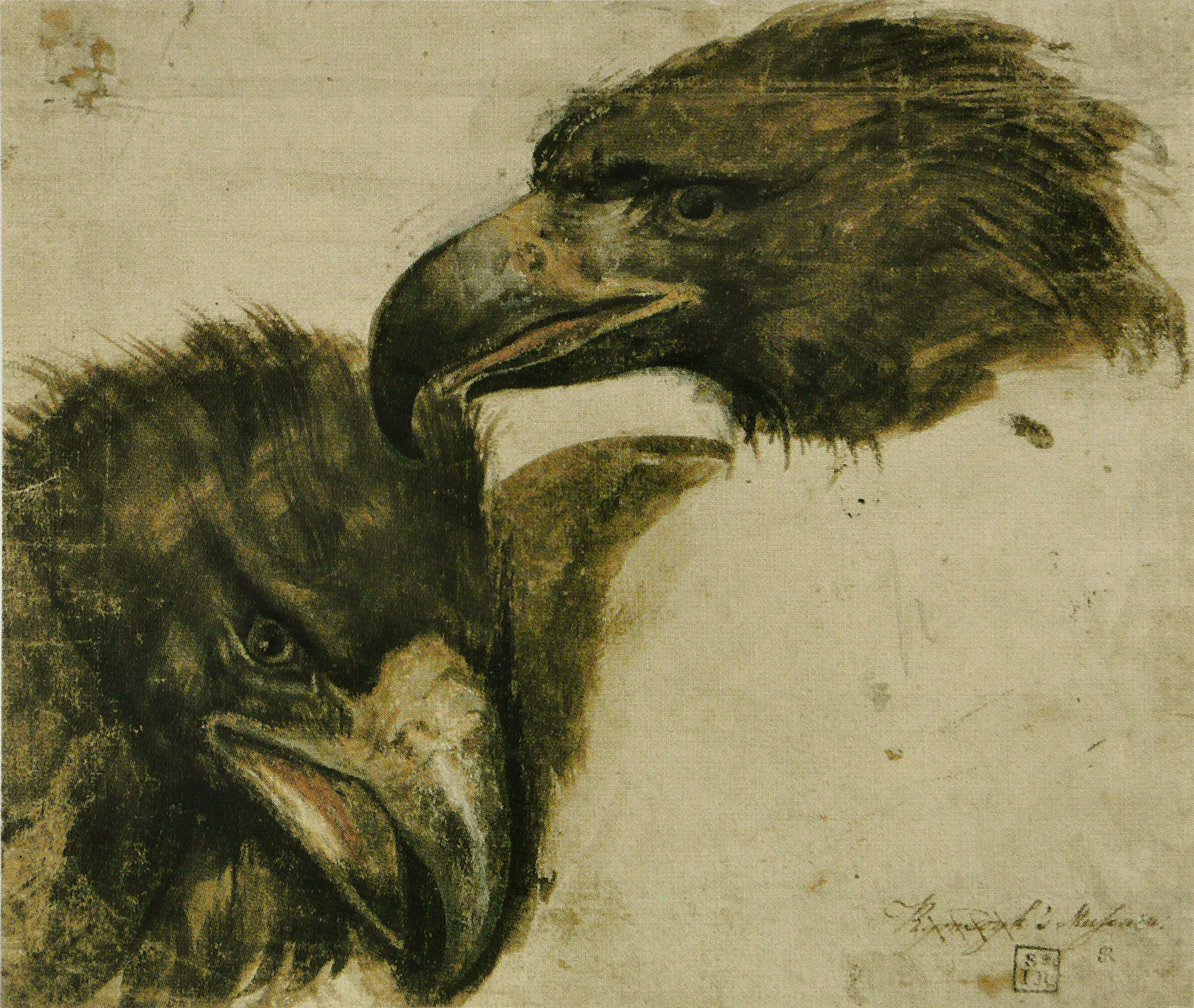
Estudios de cabezas de águila.

Tras la muerte de Rafael, Udine siguió trabajando en proyectos iniciados por su maestro, como la Villa Madama de Roma. Continuó su trabajo hasta el saqueo de Roma de 1527, cuando partió para Florencia, donde trabajó en los estucos de Sacristía Nueva en San Lorenzo y en Venecia, donde trabajó también en estucos para el Palazzo Grimani alrededor de 1540.
Giovanni de Udine también fue anticuario y estudió muchos de los frescos del Domus Aurea. En Údine, trabajó como arquitecto de la Torre dell'Orologio y en la Fontana di Piazza Nuova. En Cividale ayudó a la construcción de Santa María dei Battuti.
En 1560 volvió a Roma para trabajar en el tercer piso de la Logias vaticanas, y murió en esta ciudad en 1564.
Entre sus discípulos se pueden citar a Julio de Aquiles y Alejandro Mayner, que pintarán en el Peinador de la Reina de la Alhambra de Granada, así como en los palacios de Francisco de los Cobos en Valladolid y Úbeda (Jaén).